# Centro Nacional de Prevenção e Combate aos Incêndios Florestais
O Centro Nacional de Prevenção e Combate aos Incêndios Florestais, também conhecido como Prevfogo, é um centro especializado sob coordenação do Instituto Brasileiro do Meio Ambiente e dos Recursos Naturais Renováveis (Ibama), responsável pela política de prevenção e combate aos incêndios florestais em todo o território brasileiro, incluindo atividades educativas, treinamento e capacitação de produtores rurais e brigadistas, monitoramento e pesquisa.
O Prevfogo foi criado como Sistema Nacional de Prevenção e Combate aos Incêndios Florestais, por meio do Decreto 97.635/1989. Posteriormente, teve sua atividade regulamentada pelo Decreto 2.661/1998, e foi transformado em Centro Especializado por meio da  Portaria Ibama nº 85, de 19 de julho de 2001.
O centro possui como missão promover, apoiar, coordenar e executar atividades de educação, pesquisa, monitoramento, controle de queimadas, prevenção e combate aos incêndios florestais no Brasil, avaliando seus efeitos sobre os ecossistemas, a saúde pública e a atmosfera.